# Universitätsbibliothek Mannheim
Die Universitätsbibliothek Mannheim dient der Literaturversorgung und Informationsvermittlung für Forschung, Lehre, Studium und Weiterbildung der Universität Mannheim. Darüber hinaus steht sie den Bürgern, Behörden und Unternehmen der Stadt und der näheren Umgebung sowie Angehörigen kooperierender Bildungseinrichtungen zur Benutzung offen. Sie nimmt am internationalen und deutschen Leihverkehr teil. Die Bereiche der Universitätsbibliothek Mannheim verteilen sich auf das Mannheimer Schloss und die Quadrate A 3 und A 5.

## Bibliothekssystem
Das einschichtig strukturierte Bibliothekssystem der Universität Mannheim besteht aus fünf Bibliotheksbereichen, in denen insgesamt ca. 2,7 Mio. Medieneinheiten aufgestellt sind. Die Bibliotheksbereiche Schloss Schneckenhof, Schloss Ehrenhof und das Ausleihzentrum Schloss Westflügel sind im Schloss Mannheim untergebracht, zwei weitere Bibliotheksbereiche gibt es in den Quadraten A 3 und A 5. Entsprechend der Ausrichtung der Universität sind die Bestände auf die Wirtschafts- und Geisteswissenschaften fokussiert – mit einem weiteren Schwerpunkt bei den Sozialwissenschaften.

### Bibliotheksbereiche

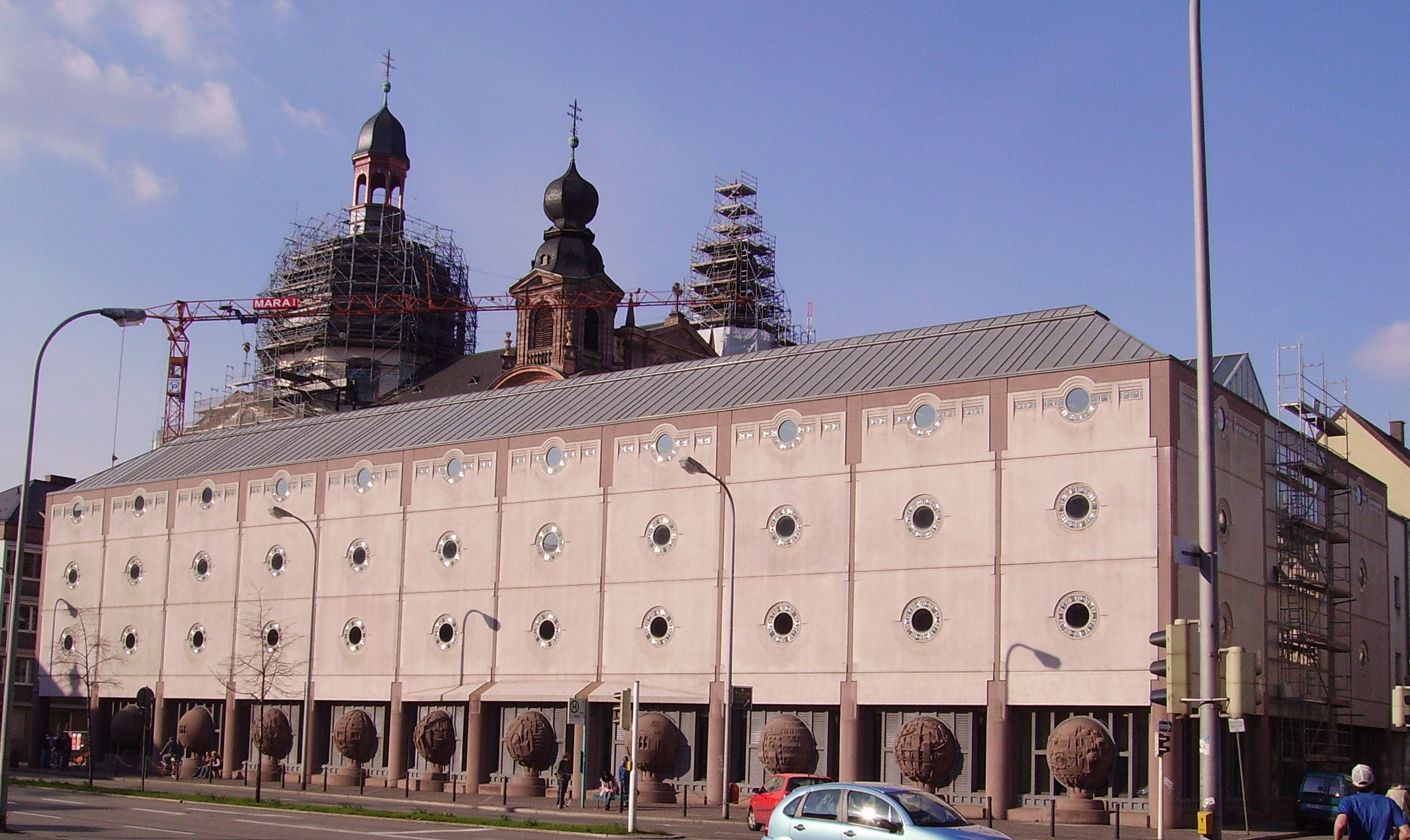
Bibliotheks- und Hörsaalgebäude der Universität Mannheim: Bibliotheksbereich A 3

- Bibliotheksbereich Schloss Schneckenhof: 49° 28′ 59,3″ N, 8° 27′ 50,5″ O mit InfoCenter und Learning Center, 49° 28′ 57,8″ N, 8° 27′ 50,1″ O Präsenzbestände Betriebswirtschaftslehre, Mikrofilm-Archiv
- Bibliotheksbereich Schloss Ehrenhof: 49° 28′ 59,6″ N, 8° 27′ 40,6″ O mit Geschichte, Rechtswissenschaft, Volkswirtschaftslehre und Wirtschaftsgeographie
- Bibliotheksbereich Schloss Westflügel: 49° 29′ 5,4″ N, 8° 27′ 38,6″ O Ausleihzentrum mit Lehrbuchsammlung
- Bibliotheksbereich A 3: 49° 29′ 8″ N, 8° 27′ 39,1″ O mit Anglistik, Pädagogik, Philosophie, Psychologie, Romanistik, Sprach- und Literaturwissenschaft, Mediathek, Testothek Psychologie
- Bibliotheksbereich A 5: 49° 29′ 13,7″ N, 8° 27′ 26,3″ O mit Soziologie, Politikwissenschaft, Mathematik und Informatik, Europäisches Dokumentationszentrum, Mannheimer Zentrum für Europäische Sozialforschung

## Bestand und Nutzung

### Elektronische Bibliothek
Die Universitätsbibliothek Mannheim umfasst eine umfangreiche Sammlung von ca. 482.000 E-Books, ca. 36.400 elektronische Zeitschriften und 553 Fachdatenbanken. Aufsätze und Bücher können im Online-Katalog Primo recherchiert werden, der auf Basis der Software Lucene von der Firma Ex Libris entwickelt wurde.

### Historische Bestände

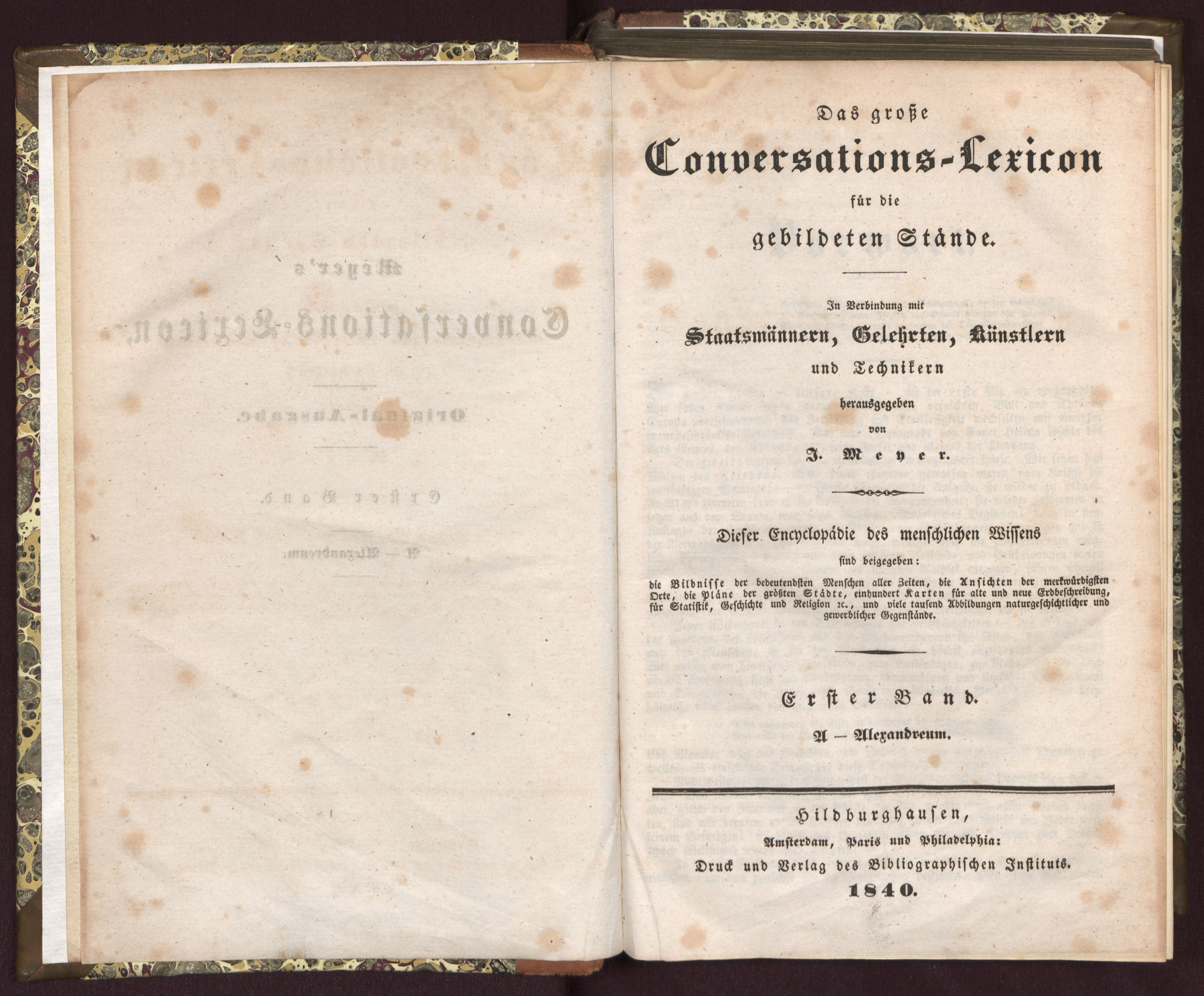
Conversations-Lexicon von 1840

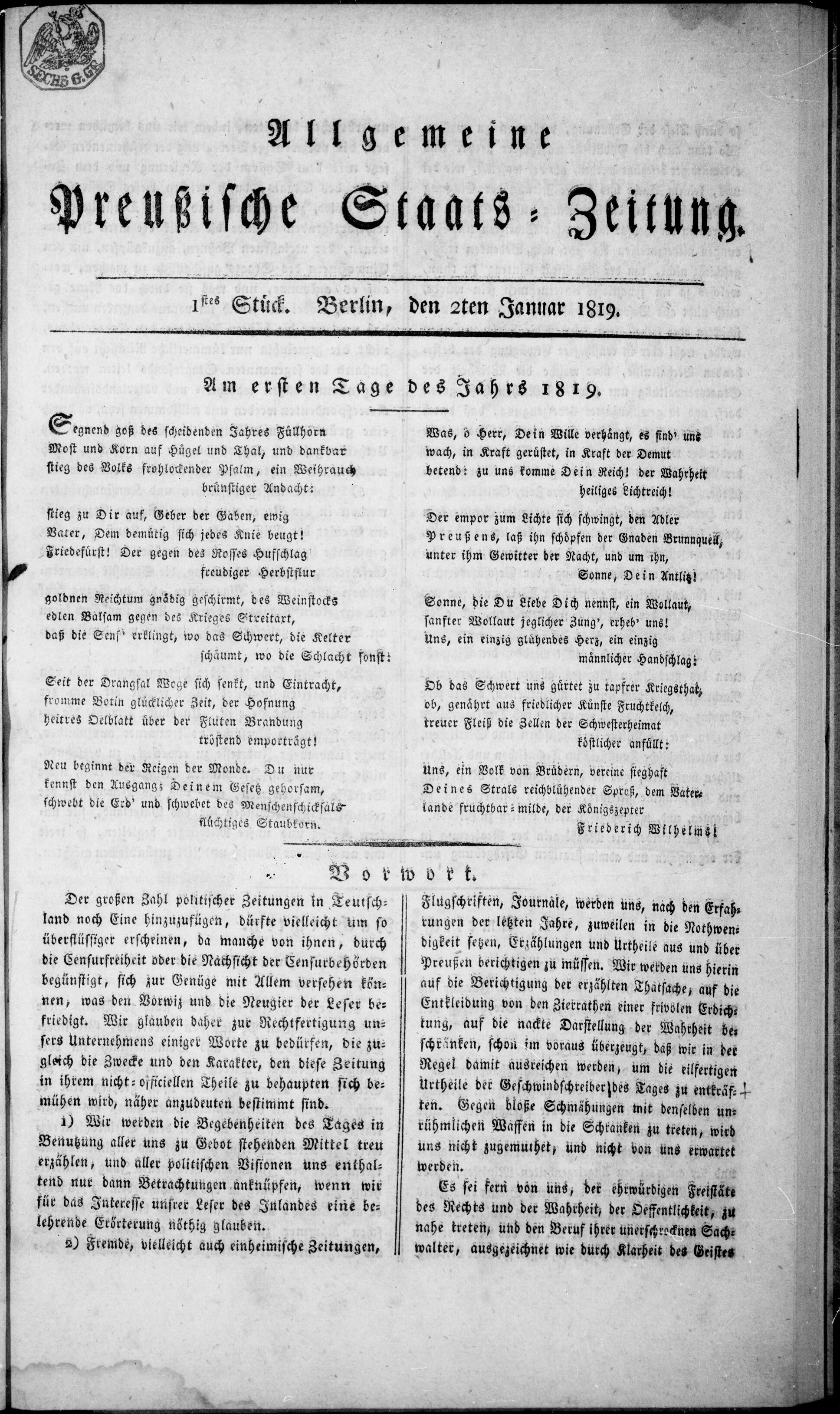
Allgemeine Preußische Staatszeitung von 1819

Die Universitätsbibliothek Mannheim besitzt eine bedeutende und umfangreiche Sammlung von ca. 50.000 historischen Drucken, darunter rund 10.000 seltene Drucke (Rara).
Kern dieser Sammlung ist die Bibliothek des Jesuitenpaters François-Joseph Terrasse Desbillons S. J. (1711–1789), der nach dem Verbot des Jesuitenordens in Frankreich im Jahr 1764 auf Einladung des Kurfürsten Karl Theodor mit seiner Bibliothek nach Mannheim übersiedelte. Hier erweiterte er sie zu einer Universalbibliothek, die schließlich ca. 17.000 Bände umfasste. Sein Hauptinteresse galt dabei der neulateinischen Literatur. Es handelt sich dabei um die umfangreichste Sammlung mit französischen Büchern des 18. Jahrhunderts außerhalb Frankreichs. Die Bücher umfassen das zeitgenössische „Weltwissen“ und sind den Disziplinen Theologie, Naturwissenschaften, Geschichte, Ethnologie und schöner Literatur zuzuordnen.
Die zweite bedeutende historische Sammlung der Universitätsbibliothek Mannheim ist nach dem Mannheimer Kaufmann Julius Mammelsdorf (1839–1902) benannt, der weltweit als Spekulant und Bankier tätig war und während seines Aufenthalts in Mexiko als Direktoriumsmitglied der Banco Nacional de México dortigen  Klöstern seltene Bücher abkaufte.
Weitere Bände stammen von Johann Jacob Weickum (1770–1834). Er hatte sie dem Mannheimer Lyzeum, wo er ab 1807 Konrektor war, hinterlassen.
Diese Sammlungen sind vollständig erschlossen und im Recherchesystem Primo ermittelbar. Zusätzlich werden mit Unterstützung der Deutschen Forschungsgemeinschaft für die Forschung relevante Bände digitalisiert. Mit der ersten Veröffentlichung „Editio Theodoro-Palatina“ (später umbenannt nach MARABU, „MAnnheimer Reihe Altes BUch“ und als Teil von MATEO, „Mannheimer Texte online“ publiziert) war die Universitätsbibliothek 1996 die erste unter den deutschen Bibliotheken, die ausgewählte Schätze ihrer historischen Sammlungen so zugänglich machte.
Seit Mai 2013 stehen die historischen Buchbestände der Verlage Bibliographisches Institut, F.A. Brockhaus, Meyers und Duden im Bibliotheksbereich A 5. Die rund 33.000 Bände sind eine Schenkung des Bibliographischen Instituts an die Universitätsbibliothek Mannheim.
Die Digitalisate der Universitätsbibliothek umfassen auch Briefe und Publikationen aus dem Nachlass von Otto Selz. Diese wurden 2013 anlässlich des 70. Todestages des Psychologen und früheren Rektors der Handelshochschule Mannheim vom Otto-Selz-Institut für Angewandte Psychologie (OSI) der Öffentlichkeit zugänglich gemacht.
Digitalisierte amtliche Gemeindeverzeichnisse des Deutschen Reiches, der DDR und der Bundesrepublik Deutschland ab 1894 geben Auskunft zur Anzahl der Haushalte und der Einwohner nach Geschlecht.
Die statistischen Jahrbücher des Deutschen Reiches, der DDR und der Bundesrepublik Deutschland bieten statistische Daten für den Zeitraum 1880 bis 1990 online an.
Mehr als 70 digitalisierte Bände des Hoppenstedt Aktienführers und seiner Vorgängerpublikationen Saling's Aktienführer und Salings's Börsenpapiere erschließen ausgewählte historische Wirtschaftsdaten zwischen 1884 und 1999.
Eine weitere Quelle für historische Wirtschaftsdaten, aber auch für eine Fülle darüber hinaus gehender Informationen, ist der digitalisierte Reichs- und Staatsanzeiger, der zuerst 1819 als Allgemeine Preußische Staatszeitung und zuletzt 1945 als Deutscher Reichsanzeiger und Preußischer Staatsanzeiger erschien.

## Projekte
Über Projekte, die hauptsächlich durch die Einwerbung von Drittmitteln – beispielsweise von der DFG – finanziert werden, treibt die Universitätsbibliothek den Ausbau der digitalen Forschungsbibliothek voran. In den letzten Jahren standen dabei Forschungsdaten im Mittelpunkt. Unterstützt wurde dies auch mit mehreren Projekten zur automatisierten Texterkennung (teilweise im Rahmen von OCR-D), die letztlich das Ziel hatten, historische Bücher, Zeitungen und Handschriften besser für die Forschung zugänglich zu machen. Spätestens seit 2018 ist die Universitätsbibliothek maßgeblich an der Pflege und Weiterentwicklung der OCR-Software Tesseract beteiligt.

## Geschichte
Die Universitätsbibliothek Mannheim ist eine junge Bibliothek, hat aber eine Ahnenreihe, die bis zum Ende des 18. Jahrhunderts zurückgeht. Teile der Mannheimer Hofbibliothek, die Bibliothek des Jesuitenkollegs, die Harmonie-Bibliothek und weitere Sammlungen von Institutionen, Vereinen und Privatpersonen aus dem 19. Jahrhundert gehören heute zum historischen Bestand. Die Bibliotheken der Handelshochschule (1907–1933) und der Wirtschaftshochschule (1946–1967) waren direkte Vorgänger der Universitätsbibliothek. 1971 kamen 240.000 Bände der früheren wissenschaftlichen Stadtbibliothek dazu.

### Direktoren der Mannheimer Schlossbibliothek
- Max Oeser (1894 bis 1927)
- Wilhelm Fraenger (ab 1927)

### Direktoren der früheren Bibliothek der Handelshochschule bzw. Wirtschaftshochschule Mannheim
(Quelle: )
- Willy Wenke (1910 bis 1915)
- Lilly Lichtenthaeler, kommissarisch (1915 bis 1918)
- Otto Behm (1918 bis 1932, danach mit der Schlossbibliothek Mannheim fusioniert)
- Wilhelm Fraenger (1932 bis 1933, danach wurde die Handelshochschule Mannheim in die Universität Heidelberg eingegliedert)
- Lilly Lichtenthaeler (1947 bis 1950)
- Gustav Fuhrmann (1950 bis 1966)

### Direktoren der heutigen Universitätsbibliothek Mannheim
- Herbert Haas (1967 bis 1975)
- Manfred Kleiss (1975 bis 1995)
- Christian Benz (1995 bis Juni 2017)
- Sabine Gehrlein (seit Juli 2017)